# Svartfell (berg i Island, Austurland, lat 65,47, long -15,77)
Svartfell är ett berg i republiken Island. Det ligger i regionen Austurland, 300 km öster om huvudstaden Reykjavík. Toppen på Svartfell är 686 meter över havet, eller 110 meter över den omgivande terrängen. Bredden vid basen är 2,2 km.
Trakten runt Svartfell är nära nog obefolkad, med mindre än två invånare per kvadratkilometer. Det finns inga samhällen i närheten. Trakten runt Svartfell är ofruktbar med lite eller ingen växtlighet.